# Ferenc Cserháti
Ferenc Cserháti (ur. 12 lutego 1947 w Turulung, zm. 22 lipca 2023 w Budapeszcie) – węgierski duchowny katolicki, biskup pomocniczy archidiecezji ostrzyhomsko-budapeszteńskiej w latach 2007–2023.

## Życiorys

### Prezbiterat
Święcenia kapłańskie otrzymał 18 kwietnia 1971. Inkardynowany do diecezji Satu Mare, przez kilka lat pracował jako wikariusz parafialny. W 1979 wyjechał do Niemiec i podjął pracę duszpasterską wśród Węgrów mieszkających na terenie archidiecezji Monachium i Freising. Był także delegatem Konferencji Episkopatu Węgier ds. duszpasterstwa węgierskich migrantów.

### Episkopat
15 czerwca 2007 papież Benedykt XVI mianował go biskupem pomocniczym archidiecezji ostrzyhomsko-budapeszteńskiej, ze stolicą tytularną Centuria. Sakry biskupiej udzielił mu 15 sierpnia 2007 kardynał Péter Erdő.
3 lutego 2023 papież Franciszek przyjął jego rezygnację z urzędu biskupa pomocniczego.